# گورستان زیارت عمر
قبرستان زیارت عمر مربوط به سده‌های متاخر دوران‌های تاریخی پس از اسلام است و در شهرستان سرباز، بخش سرباز، دهستان سرباز، ۱ کیلومتری شمال شرق زیارت جاه واقع شده و این اثر در تاریخ ۲۷ اسفند ۱۳۸۶ با شمارهٔ ثبت ۲۲۷۴۷ به‌عنوان یکی از آثار ملی ایران به ثبت رسیده است.